# Nederlandse Antillen op de Olympische Zomerspelen 1952
De Nederlandse Antillen namen deel aan de Olympische Zomerspelen 1952 in Helsinki, Finland. Het was de eerste deelname van dit onafhankelijk Olympisch Comité. Dit was twee jaar voor het eind van de koloniale status.
De Nederlandse Antillen namen met het Olympisch team deel in het voetbaltoernooi. Het was een van de 27 landen die zich hiervoor hadden ingeschreven. De Antillen werden direct toegelaten tot de eerste ronde, terwijl 22 landen, waaronder Nederland eerst een kwalificatiewedstrijd moesten spelen. De tegenstander in de eerste ronde was Turkije. De wedstrijd werd op 21 juli in Lahti gespeeld en werd met 1-2 verloren waardoor de Antillen uitgeschakeld waren.

## Deelnemers en resultaten
| Sport   | Olympiër | Onderdeel | Resultaat | Prestatie   |
| ------- | --- | --------- | --------- | ----------- |
| Voetbal | Olympisch team Juan Briezen Jorge Brion Jani Brokke Wilhelm Canword Guillermo Giribaldi Ergilio Hato Willys Heyliger Guillermo Krips Wilfred de Lanoi Pedro Matrona Edmundo Vilder | mannen    | 1e ronde  | 1R: 1-2 TUR |

Argentinië · Australië · Bahama's · België · Bermuda · Birma · Brazilië · Brits-Guiana · Bulgarije · Canada · Ceylon · Chili · China · Cuba · Denemarken · Duitsland · Egypte · Filipijnen · Finland · Frankrijk · Goudkust · Griekenland · Groot-Brittannië · Guatemala · Hongarije · Hongkong · Ierland · IJsland · India · Indonesië · Iran · Israël · Italië · Jamaica · Japan · Joegoslavië · Libanon · Liechtenstein · Luxemburg · Mexico · Monaco · Nederland · Nederlandse Antillen · Nieuw-Zeeland · Nigeria · Noorwegen · Oostenrijk · Pakistan · Panama · Polen · Portugal · Puerto Rico · Roemenië · Saarland · Singapore ·  Sovjet-Unie · Spanje · Thailand · Trinidad en Tobago · Tsjecho-Slowakije · Turkije · Uruguay · Venezuela · Verenigde Staten · Vietnam · Zuid-Afrika · Zuid-Korea · Zweden · Zwitserland